# Ratîșci, Zboriv
Ratîșci (în ucraineană Ратищі) este localitatea de reședință a comunei Ratîșci din raionul Zboriv, regiunea Ternopil, Ucraina.

## Demografie
Componența lingvistică a localității Ratîșci
     Ucraineană (100%)
Conform recensământului din 2001, toată populația localității Ratîșci era vorbitoare de ucraineană (100%).